# Marleka

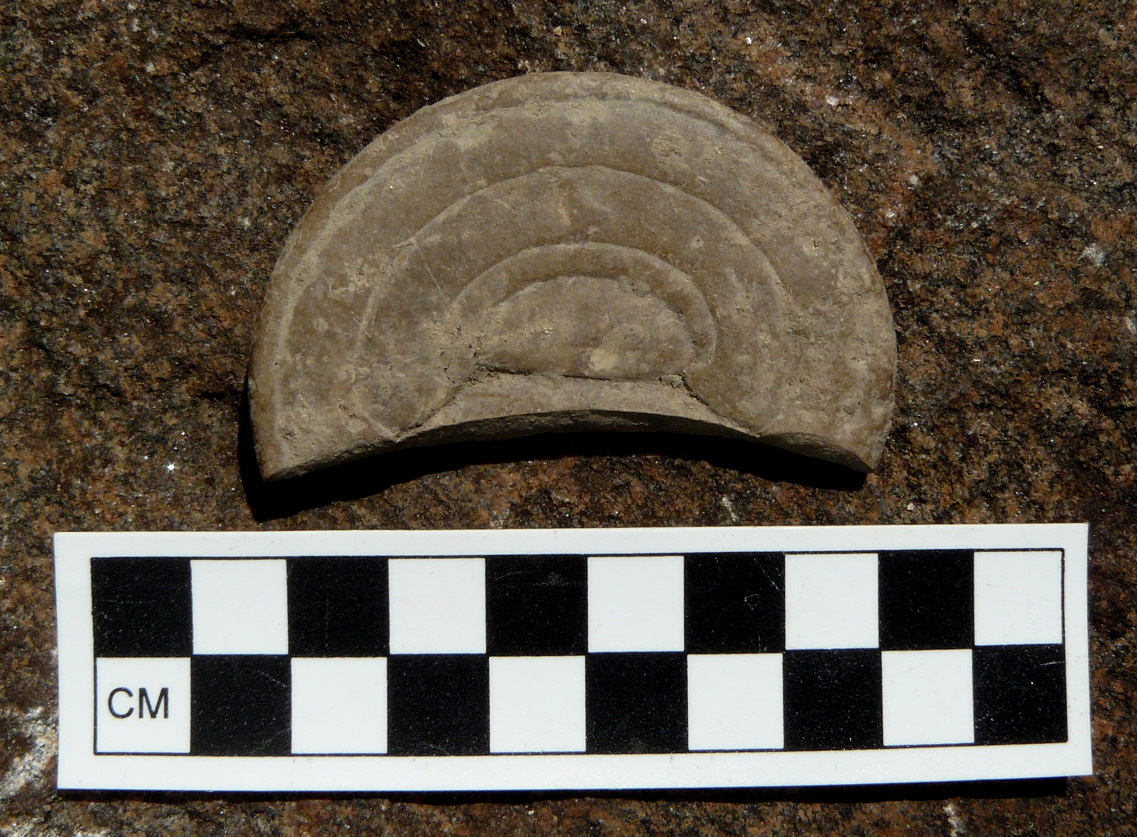
Denna marleka hittades i juni 2014 vid arkeologiska undersökningar i Stensö borg i Östergötland.

Marleka ("mara + leksak"), mallrika eller mera sällan markleka kallas konkretioner av kalkhaltig lera som finns i Sveriges ishavsleror och yngre leror.
Marlekor bildas genom en koncentration av kalciumkarbonat i lerslam på havsbotten. Ofta har en lämning av en organism, till exempel en liten fisk eller sjöstjärna, blivit marlekans kärna. De varierar i form och storlek, från 1 till 10 centimeter. Oftast är de platta kakor, därav de folkliga namnen näckebröd. Ibland växer två samman, så kallade brillestenar.
Som namnet antyder trodde man i äldre tider att man slapp mardrömmar genom att ha en marleka i sovrummet eftersom maran då var upptagen med att leka med stenen.